# Barone di Bonville

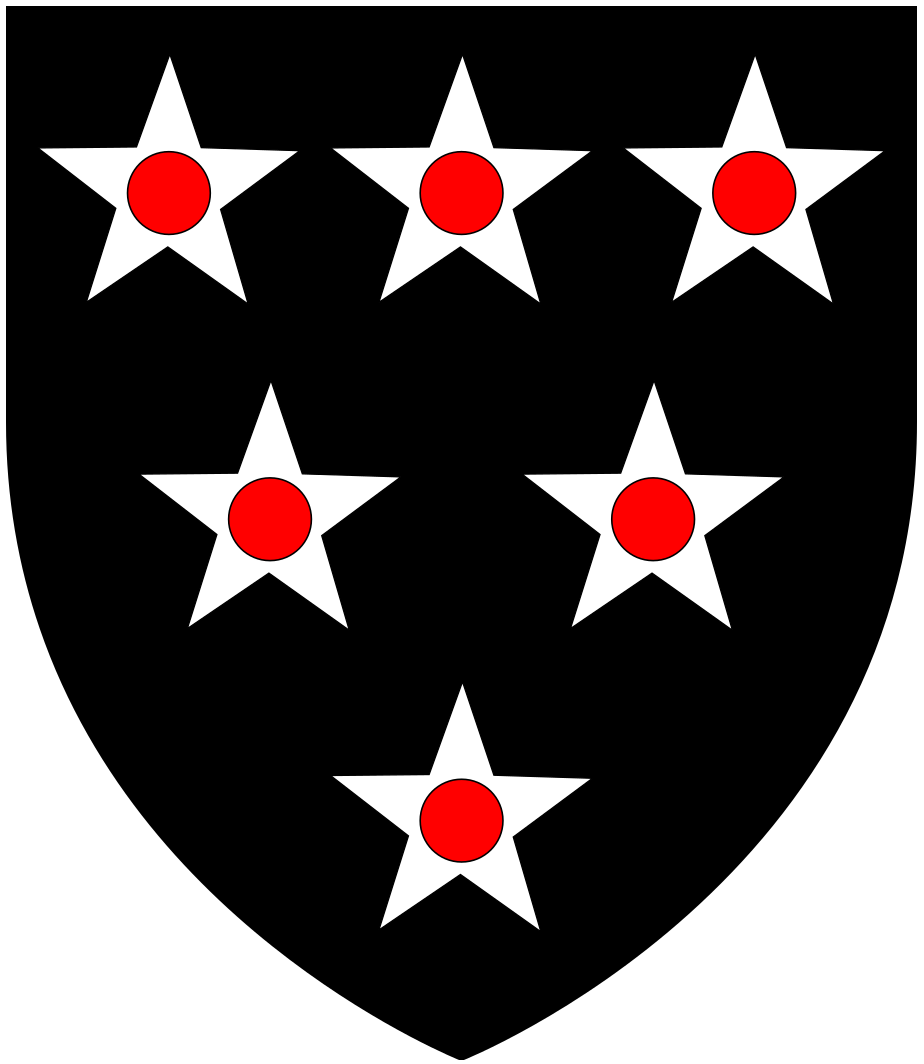

Barone di Bonville fu un titolo nobiliare creato una volta sola nel Regno d'Inghilterra.
Il 23 settembre 1449 William Bonville fu creato primo barone. Alla sua morte nel 1461, la baronia venne ereditata da sua pronipote Cecily Bonville, che due mesi prima era divenuta baronessa di Harington. I due titoli vennero ereditati sempre dalla stessa persona fino al 1554, quando entrambe le baronie vennero confiscate. Nel 1529 Cecily Bonville morì passando i titoli a suo figlio Thomas Grey, II marchese di Dorset e nonno di Jane Grey.

## Baroni di Bonville
- William Bonville, primo Barone Bonville (1392-1461)
- Cecily Bonville, seconda Baronessa Bonville, settima baronessa Harington (1460-1529)
- Thomas Grey, secondo Marchese di Dorset, terzo Barone Bonville, ottavo Barone di Harington (1477-1530)
- Henry Grey, terzo Marchese di Dorset, primo duca di Suffolk (1517-1554), fu colpevole di tradimento e condannato a morte nel 1554.